# 北開州
北开州，中国唐朝时设置的州。
唐太宗貞觀四年（630年）以夏州德静县北部置北开州，系羁縻州，以处东突厥颉利可汗旧部。治今内蒙古自治区乌审旗黄陶勒盖乡，属云中都督府（後改为北开州都督府）。贞观八年（634年），改北开州为化州，贞观十三年（639年），废化州。